# Vesela jesen 1978
XII. Vesela jesen je potekala 16. septembra 1978 v dvorani B mariborskega sejmišča v organizaciji Društva glasbenih delavcev Harmonija. Vodila sta jo Metka Šišernik-Volčič in Saša Veronik, orkestru pa je dirigiral Edvard Holnthaner.

## Tekmovalne skladbe
| #   | Izvajalec                    | Pesem                      | Avtor glasbe / besedila / aranžmaja                 | Nagrade                          |
| --- | ---------------------------- | -------------------------- | --------------------------------------------------- | -------------------------------- |
| 1.  | Vlado Bezjak                 | Kraške pust                | Tullio Možina / Tullio Možina / Bojan Adamič        |                                  |
| 2.  | Geza Karlatec                | Pej oštja                  | Branko Weissbacher / Marija Reven / Jani Golob      |                                  |
| 3.  | Meri Avsenak                 | Koline                     | Emil Glavnik / Manko Golar / Bojan Adamič           | nagrada za aranžma               |
| 4.  | Milan Petrovič               | Napitnica                  | Milan Petrovič / Franček Gorički / Berti Rodošek    |                                  |
| 5.  | Dušan Kobal                  | U Iderje                   | Dušan Porenta / Jelka Kušar / Bojan Adamič          |                                  |
| 6.  | Sonja Gabršček & Braco Koren | U hribe                    | Franci Lipičnik / Ivan Sivec / Josip Forenbacher    |                                  |
| 7.  | Edvin Fliser                 | Gazi, gazi djevojčice      | Jože Kreže / Toni Gašperič / Bojan Adamič           |                                  |
| 8.  | Pavlek Štumberger            | Na sejme                   | Silvester Mihelčič / Toni Gašperič / Bojan Adamič   |                                  |
| 9.  | Rudi Trojner                 | Oprosti, se grozno mi mudi | Vili Petrič / Ivan Sivec / Edvard Holnthaner        |                                  |
| 10. | Ivek Baranja                 | Martinov den               | Marjan Golob / Mirko Černač / Josip Forenbacher     | nagrada za debitanta             |
| 11. | Edvin Fliser & Branka Kraner | Stari tango                | Konrad Doler / Konrad Doler / Jože Privšek          | 1. nag. občinstva                |
| 12. | Braco Koren                  | Bistahor                   | Bojan Adamič / Dušan Bižal / Bojan Adamič           |                                  |
| 13. | Ivo Mojzer                   | Za me je toti muzika       | Andrej Francky / Branko Mohorko / Mojmir Sepe       | 2. nag. občinstva                |
| 14. | Alenka Pinterič              | Krašovc                    | Aleš Kersnik / Milan Krapež / Jani Golob            | zlati klopotec, nag. za besedilo |
| 15. | Karli Arhar                  | Zeleni Jurij               | Jože Kreže / Toni Gašperič / Jože Privšek           | 3. nag. občinstva                |
| 16. | Rajko Stropnik & Kvik        | Steleraja                  | Rajko Stropnik / Rajko Stropnik / Edvard Holnthaner |                                  |